# Rhynchospora talamancensis
Rhynchospora talamancensis är en halvgräsart som beskrevs av Gómez-laur. och William Wayt Thomas. Rhynchospora talamancensis ingår i släktet småag, och familjen halvgräs. Inga underarter finns listade i Catalogue of Life.